# Сан-Себаштиан-да-Жиештейра
Сан-Себаштиан-да-Жиештейра (порт.  São Sebastião da Giesteira) - фрегезия (район) в муниципалитете Эвора  округа Эвора в Португалии. Территория – 44,89 км². Население – 790 жителей. Плотность населения – 17,6 чел/км².